# Йенсен, Ричард
Ричард Олав Йенсен (фин. Richard Olav Jensen; 17 марта 1996 года, Порвоо, Финляндия) — финский футболист, защитник клуба «Абердин» и сборной Финляндии.

## Клубная карьера
Ричард Йенсен начинал заниматься футболом в Финляндии в академии столичного клуба ХИК. В 2012 году он перебрался в Нидерланды, где продолжил обучение в клубной академии «Твенте». В январе 2017 года футболист подписал с клубом профессиональный контракт на три года. Ровно через год защитник дебютировал в основе в матче Эредивизи.
Летом 2018 года Йенсен покинул «Твенте» и присоединился к клубу Эстредивизи «Рода» из Керкраде. Уже в августе Йенсен сыграл первую игру в новой команде.
Отыграв в команде четыре полных сезона, в июле 2022 года защитник перешел к польскому «Гурнику» из Забже, с которым подписал контракт на один год.

## Карьера в сборной
Ричард Йенсен выступал за юношеские сборные Финляндии разных возрастных категорий. Являлся капитаном молодежной сборной.
В июне 2022 года в матче Лиги наций против Черногории Йенсен сыграл свою первую игру в составе национальной сборной Финляндии.